# Tusch
Der Tusch (von französisch touche, „Anschlag“) ist ein musikalisches Signal, das meist chorisch von mehreren Instrumenten gespielt wird, ursprünglich von einem Trompeten-Ensemble. Das Wort ist seit 1745 im süddeutschen Sprachgebiet belegt.
Der Tusch zeigt zum Beispiel das Ende eines gelungenen Tricks im Zirkus oder die Pointe eines Witzes in Varieté oder Karnevalssitzung an. Ein Tusch gibt dem Publikum den Einsatz zum Applaus und veranlasst die Geehrten zum Kompliment, also etwa einer Verbeugung. Der Tusch hat eine Ordnungs- und Gliederungsfunktion: Bei einer Karnevalssitzung hilft das wiederholte Spielen meist eines dreifachen Tuschs, das Toben des Publikums zu beenden, und dient daher dem zügigen Fortgang der Sitzung.
Die einfachsten Tuschs sind ausgehaltene Einklänge oder Dur-Akkorde, manchmal repetiert und mit Trommelwirbeln und ähnlichen Schlagzeugeffekten kombiniert. Wenn Tuschs auch melodische Elemente enthalten, die zumeist auf Quarten beruhen, wird die Grenze zur Fanfare überschritten, die ein kleines Musikstück sein kann.
Werden Tuschs vor und nach Musikstücken gespielt, ist auf tonartliche und motivische Einheit mit ihnen zu achten, damit sie nicht unbeholfen wirken. Ein bekanntes Beispiel für einen Tusch zum Liedbeginn ist die Hymne der Sowjetunion (inzwischen Nationalhymne der Russischen Föderation).
Ein Spezialfall des Tuschs sind musikalische Akzente in der Filmmusik (Sting), die auf eine Emotion hinweisen, das Ende einer Szene verdeutlichen oder eine Pointe betonen. Dies können reine Schlagzeugklänge sein. Besonders bekannt für letztere Anwendung ist ein charakteristisches Motiv, das oft lautmalerisch als Ba-Dum Tsch beschrieben wird; hier wird nach einem Roll, der lediglich aus einem Snare- und anschließendem Tomtom-Schlag oder zwei absteigenden Tomtom-Schlägen besteht, ein Crashbecken angeschlagen.